# Porta del Tossalet
La Porta del Tossalet és una obra de Maials (Segrià) inclosa a l'Inventari del Patrimoni Arquitectònic de Catalunya.

## Descripció
En el conjunt de la Vila-Closa de Maials aquesta és l'única porta que es conserva íntegrament. El pas és amb dos arcs de mig punt dovellats i un pis a sobre. Bigues mestres de fusta aguanten tota una capa contigua de barrots sobre la qual s'assenta el pis.